# Флаг Рязани
Флаг «муниципального образования — городской округ город Рязань» Рязанской области Российской Федерации.
Ныне действующий флаг утверждён 17 мая 2001 года и внесён в Государственный геральдический регистр Российской Федерации с присвоением регистрационного номера 2000.
Флаг муниципального образования — город Рязань — опознавательно-правовой знак, составленный и употребляемый в соответствии с российскими и международными вексиллологическими (флаговедческими) правилами, служащий символом муниципального образования — город Рязань, единства его территории, населения, прав и самоуправления.
Целями учреждения и использования флага города Рязани являются:

— создание зримого символа целостности территории города, единства и взаимодействия населяющих его граждан, территориальной и исторической преемственности;

— воспитание гражданственности, патриотизма, уважения к исторической памяти, национальным, культурным и духовным традициям жителей города.

## Описание флага
18 сентября 1997 года, решением Рязанского городского Совета № 224, был утверждён первый флаг города Рязани

представляющий собой прямоугольное полотнище красного цвета с изображением герба г. Рязани в центре (отношение ширины флага к его длине 2:3).

26 марта 1998 года, решением Рязанского городского Совета № 93, было утверждено положение о флаге города Рязани. Описание флага гласило:

Флаг города представляет собой прямоугольное полотнище (отношение ширины флага к его длине 2:3) красного цвета с двусторонним изображением в центре флага герба города Рязани.
Габаритная ширина изображения герба на флаге города Рязани должна составлять 2/5 части длины полотнища флага.

17 мая 2001 года, решением Рязанского городского Совета № 183, предыдущее положение было отменено и утверждено новое положение о флаге города Рязани, которым был утверждён новый рисунок флага:

Флаг г. Рязани представляет собой прямоугольное полотнище золотисто-жёлтого цвета, в центре которого изображена фигура князя, изображённая на гербе г. Рязани. В верхнем углу полотнища, у древка (в крыже), помещено изображение шапки Мономаха. Отношение ширины флага к его длине равно 2:3. Высота фигуры князя составляет примерно 3/4 ширины полотнища. Высота шапки Мономаха составляет примерно 1/4 ширины полотнища.